# Danilovgrad
Danilovgrad (en monténégrin cyrillique : Даниловград) est une ville et une municipalité du Monténégro. En 2003, la ville comptait 5 208 habitants et la municipalité 16 523. La ville et la municipalité sont habitées par une majorité relative de Monténégrins.

## Géographie
Danilovgrad est une ville de la région centrale du Monténégro, située dans la plaine de Bjelopavlići.

## Histoire
La ville fut nommée en l'honneur de Danilo Petrović-Njegoš, prince du Monténégro et fondateur de la ville. Il voulait en faire la future capitale du royaume, digne des villes européennes. C'est pourtant son successeur Nicolas Ier qui posa la première pierre en 1870. Pourtant, avec la libération des villes de Podgorica et Nikšić, la ville ne connut pas le privilège d'accueillir le trône.
Dans la région de la commune, on trouve plusieurs monuments culturels et historiques dont le plus important est le monastère de Zdrebaonik datant du XVIIIe siècle.
En 1990, elle a vu naître le grand footballeur Petar Škuletić (1.93m).

## Localités de la municipalité de Danilovgrad
La municipalité de Danilovgrad compte 80 localités :

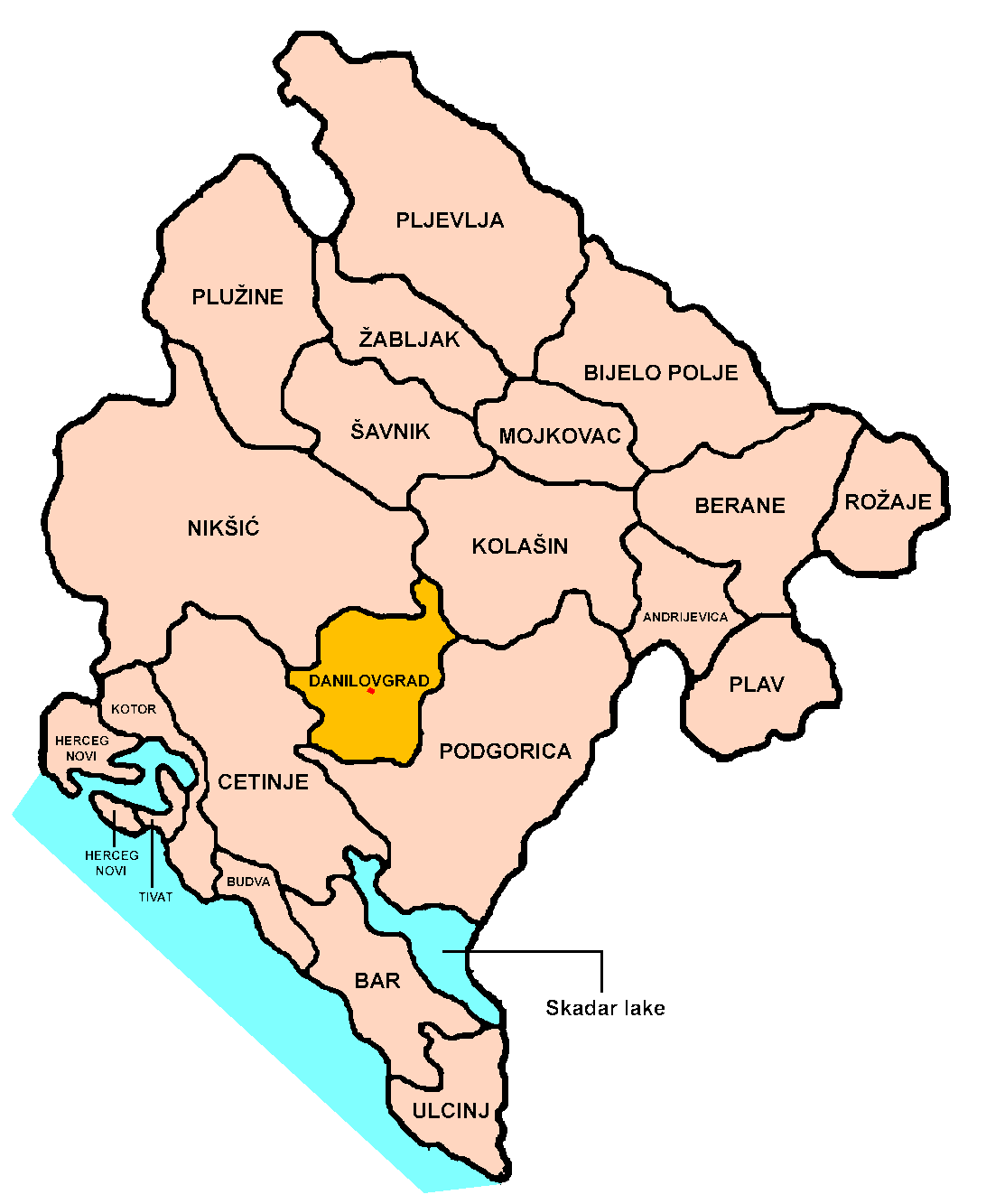
La municipalité de Danilovgrad

| - Bare Šumanovića - Begovina - Bileća - Bobulja - Bogićevići - Boronjina - Brajovići - Braćani - Brijestovo - Veleta - Vinići - Viš - Vučica - Gorica - Gornji Martinići - Gornji Rsojevići | - Gostilje Brajovićko - Gostilje Martinićko - Gradina - Grbe - Gruda - Dabojevići - Daljam - Danilovgrad - Do Pješivački - Dolovi - Donje Selo - Donji Martinići - Donji Rsojevići - Drakovići - Đeđezi - Đuričkovići | - Župa - Zagorak - Zagreda - Jabuke - Jastreb - Jelenak - Jovanovići - Klikovače - Kopito - Kosić - Kujava - Kupinovo - Lazarev Krst - Lalevići - Livade - Lubovo | - Malenza - Mandići - Mijokusovići - Miogost - Mokanje - Mosori - Musterovići - Novo Selo - Orja Luka - Pitome Loze - Povrhpoljina - Podvraće - Podglavica - Požar - Poljica - Potkula | - Potočilo - Ržišta - Rošca - Sekulići - Sladojevo Kopito - Slap - Slatina - Spuž - Sretnja - Strahinići - Tvorilo - Ćurilac - Ćurčići - Frutak - Šobaići - Šume |

## Démographie

### Ville

#### Évolution historique de la population dans la ville
| 1948  | 1953  | 1961  | 1971  | 1981  | 1991  | 2003  |
| ----- | ----- | ----- | ----- | ----- | ----- | ----- |
| 2 154 | 2 338 | 2 690 | 2 961 | 3 664 | 4 409 | 5 208 |

En 2009, la population de Danilovgrad était estimée à 5 574 habitants.